# Houari Boumédiène
Houari Boumédiène, rodným jménem Mohamed ben Brahim Boukharouba (23. srpna 1932 – 27. prosince 1978) byl alžírský politik, voják a revolucionář. Byl druhým prezidentem nezávislého Alžírska, své zemi vládl v letech 1965–1978.
Roku 1955 vstoupil do Fronty národního osvobození (Front de Libération Nationale – FLN) a zapojil se do ozbrojeného povstání proti francouzskému koloniálnímu panství. Roku 1960 se stal šéfem vojenské frakce FNL zvané Armáda národního osvobození (Armée de Libération Nationale). Po vítězství revoluce mu hlavní politický lídr Ahmed Ben Bella přidělil funkci ministra obrany. Boumédiène, ač Ben Bellu zpočátku velmi podporoval, se však proti němu nakonec vzbouřil, roku 1965 ho svrhl a umístil do domácího vězení. Sám se de facto ujal role prezidenta, ačkoli zrušil ústavu a všechny oficiální instituce a až do roku 1976 vládl zemi jako předseda "revoluční rady", která vydávala dekrety. Zpočátku nebylo jasné, jak moc zemi ovládá, jednoznačně pod kontrolou měl jen část armády. Jeho moc ale rychle stoupla, když se mu podařilo rozdrtit pokus o vojenský převrat roku 1967.
Zatímco Ben Bella sázel na rozvoj zemědělství a pozemkovou reformu, Boumédiène viděl klíč v rozvoji průmyslu. Roku 1971 znárodnil ropný průmysl země a z výtěžků prodeje ropy financoval industrializaci. Velmi mu v tom nahrála ropná krize roku 1973. Tato strategie byla dlouho poměrně úspěšná, teprve po Boumédiènově smrti narazila na své meze a Alžír sáhl k liberalizaci své do značné míry státní ekonomiky.
Politický režim byl autoritářský, opozice nebyla trpěna, vládla silná cenzura a velkou roli hrála tajná policie. Jedinou stranou u moci byla FNL, byť byla částečně tolerována i komunistická strana, to kvůli Sovětskému svazu, jehož přízeň si Boumédiène přál udržet. Reálně ale komunisty nikdy k moci nepustil. V mezinárodní politice držel Alžírsko mezi oběma bloky Studené války, v tzv. Hnutí nezúčastněných států, v němž se osobně silně angažoval (sekretářem hnutí byl v letech 1973–1976). Režim se pozvolna uvolňoval, a toto uvolnění vyvrcholilo přijetím ústavy roku 1976. Poté se stal Boumédiène oficiálně prezidentem. NFL však zůstala hegemonní silou až do jeho smrti, skutečný politický pluralismus se začal prosazovat až kolem roku 1980. V roce 1979 po něm bylo pojmenováno alžírské mezinárodní letiště.

## Vyznamenání a ocenění
- Řád José Martího – Kuba, 1974[1][2]

- doctor honoris causa na Univerzitě Šejka Anta Diopa v Dakaru – 1974